# III. Pipin frank király
III. (Kis) Pipin, egyéb ismert névváltozatok: Pippin, Peppin, Pepin (latin: Pippinus, Pipinus és Pepinus, németül: Pippin der Jüngere, franciául: Pépin le Bref), (714 – 768. szeptember 24.) másik nevén Ifjabb Pipin, a Frank Birodalom majordomusa 741-től, a frankok királya 751-től 768-ban bekövetkezett haláláig.

## Élete
715-ben Jupille-ben született, a mai Belgium területén található Liège város közelében. Apja Martell Károly, a Frank Birodalom teljhatalmú majordomusa, anyja Chrothrudis (690–724). Apja 741-ben bekövetkezett halálakor felosztotta a frank birodalmat két fia között: az idősebb, mélyen vallásos Karlmann lett Austrasia majordomusa. Öccse, Pipin Neustria majordomusa címet kapta, illetve Burgundia, Provence, Metz és Trier ura lett. Károly második, Swanhildével kötött házasságából származó fiát, Grifót két féltestvére egy kolostorba záratta és kisemmizte.
A két testvérnek számos felkeléssel kellett szembenézni: Frízia, Bajorország, Alemannia és Aquitania is fellázadt ellenük. 743-ban hatalmuk szimbolikus kifejezéseként a trónra ültették az utolsó Meroving-királyt, III. Childerichet, miután a trón az előző Meroving uralkodó, IV. Theuderich halála után üresen maradt.

### Egyeduralom
745-ben Pipin kisajátította magának Alemanniát és Karlmann 747-ben visszavonult egy kolostorba, ezzel Pipin lett a Frank Birodalom egyeduralkodója, dux et princeps Francorum. Féltestvére, Grifo, körülbelül ebben az időben megszökött fogságából és Bajorföldre, Odilo bajor herceg udvarába menekült (Odilo felesége, Hiltrude, Pipin nővére volt). Odilo kénytelen volt elismerni a frankok fennhatóságát, 748-ban meghalt, és Grifo megpróbálta magának megszerezni a bajor trónt. Pipin ekkor megszállta a bajor hercegséget és fennhatósága alatt Odilo csecsemő fiát, III. Taszilót ültette a hercegi trónra.

### Koronázása után

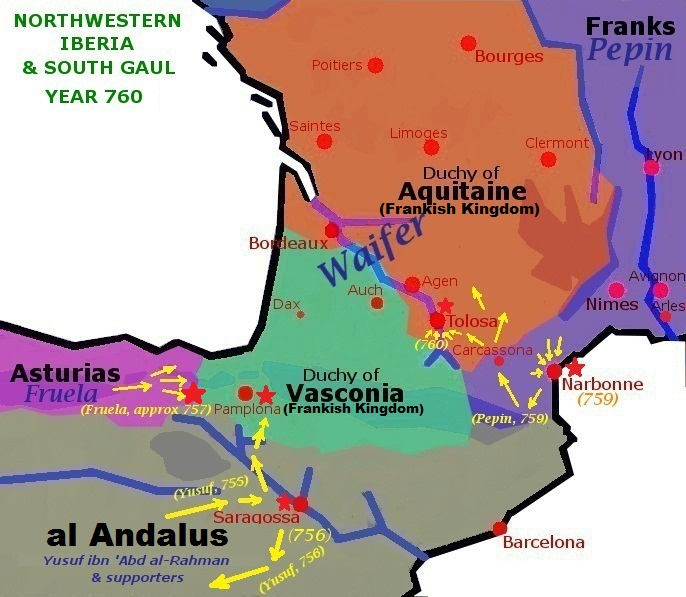
Kis Pipin és I. Fruela hadjáratai a mórok ellen 755–760

Pipin ekkor megelégelte, hogy a névleges hatalom a Meroving-király kezében van és megfosztotta trónjától III. Childerichet és „Kis” Pipin néven (Pépin « le Bref ») a frankok királya lett. A legenda szerint Pipin megkérdezte a pápát: mi a helyesebb, ha a királyi hatalom azé, aki a címet viseli, vagy azé, aki a tényleges döntéseket hozza? A pápa válaszában azt felelte, hogy a de facto hatalom fontosabb, mint a de jure hatalom. A pápa támogatását maga mögött tudva összehívta a frank nemesek gyűlését, és 751 novemberében Zakariás pápa jóváhagyásával Soissons-ban Szent Bonifác mainzi érsek felszentelte. Childerich haját leborotválták, és kolostorba zárták. Grifo folytatta lázadását Pipin ellen, de végül 753-ban a Saint-Jean-de-Maurienne mellett vívott csatában elesett.
Pipin hatalmát és tekintélyét jól szemlélteti, hogy a következő pápa, II. István egészen Párizsig utazott, és ott 754. július 28-án egy káprázatos ceremónia keretében, a Saint-Denis-székesegyházban felszentelte, a „patricius Romanorum” (a rómaiak patríciusa) címet adományozta neki és segítségét kérte a longobárdok ellen. Ugyanekkor szentelték fel Pipin két fiát, a későbbi Nagy Károlyt és Karlmannt is.
Pipin király első cselekedete volt, hogy hadat indított Aistulf longobárd király ellen, aki rendszeresen betört a ducatus Romanum területére. Győzelme után arra kényszerítette Aistulfot, hogy visszaadja a pápának a korábban elfoglalt birtokokat és elismerje a pápa önállóságát (ezzel megfizetve a királyi cím elnyeréséhez adott pápai támogatást). Megerősítette a pápát a Ravennai és a Pentapolis városcsoport birtokában – ezzel hivatalosan is megalakítva a pápai államot. Kis Pipin 754-es és 756-os hadjáratának köszönhetően tehát a Ravennai Exarchátus és a Pentapolis a római pápa fennhatósága alá került. A korábbi római dukátusból és az új területekből így jött létre a "pápai állam", amely egészen 1870-ig fennállt.
752-ben a szaracénok ellen indított háborút, amit jelentősen megkönnyített, hogy a mórok uralta területek vizigót származású grófjai harc nélkül átadták neki erősségeiket. Így kapta meg:
- egy Ansemundus néven említett gróftól:
  - Nîmes,
  - Agde és
  - Béziers erősségeit,
- egy másik főnemestől pedig Mauguiót.[6]

Ezután hétéves ostrommal elfoglalta Narbonne-t, a tartomány székhelyét is, és ezzel a Pireneusoktól délre szorította vissza a mórokat.
Narbonne után Pipin megszállta a Pireneusoktól északra megmaradt utolsó mór támaszpontot, Roussillont, majd Délnyugat-Akvitánia ellen fordult. 760-ban elfoglalta Toulouse-t, Rodezt (Rouergue székhelyét) és Albit (Albigeoise székhelyét. Visszaadta az egyháznak a Waifer által elkobzott javakat, feldúlta Berryt, majd további akvitán területeket fosztott ki. Waifer megpróbált szembeszállni vele, de vereséget szenvedett.
762–768 között Pipin leverte az utolsó akvitán felkelést, és az azt kirobbantó Waifer herceg halála után birodalmába olvasztotta Akvitániát. Halála előtt hadjáratra készült a szászok ellen, de megbetegedett, és ez a feladat már utódára, Károlyra maradt.

### Hadjárata az Avar Birodalom ellen
Pippin hadjáratot indított az Avar Birodalom ellen. Ekkor került Karoling tulajdonba a kagánok jogara és törzsi jelvényei.

## Halála és öröksége
Pipin hadjárat közben halt meg 768-ban és holttestét visszavitték Párizsba és a Saint-Denis-székesegyházban temették el felesége, Bertrada mellé. A legenda szerint kívánsága az volt, hogy a bejáraton kívül arccal lefelé temessék el apja, Martell Károly bűnei miatt.
Apjához hasonlóan egész életében folytatta a nehézlovas hadsereg fejlesztését és a korban elsőként állandó katonaságot tartott fenn, amely a hadjáratok során a hadsereg magját képezte. Apjához hasonlóan folytatta a mórok elleni küzdelmet, és nemcsak megállította őket, hanem Narbonne visszafoglalásával a mórokat a Pireneusok másik oldalára szorította vissza. Támogatta az egyház terjeszkedését és misszionáriusokat küldött germán területekre és Skandináviába. Bármilyen jelentősek is voltak azonban tettei, apja és fia hírneve azonban mindig is a háttérbe szorította. Ennek ellenére a tény, hogy hivatalosan is elfoglalta a trónt és nevezték Róma patriciusává, előrevetíti fia római császári címét. Bár nem volt kiemelkedő hadvezér, de életében nem vesztett csatát.

## Felesége és leszármazottai
743/44-ben vette feleségül Laoni Bertradát (720 – Choisy-au-Bac, Compiègne közelében, 783. július 12.), aki másod-unokatestvére volt: apja Pipin nagyapjának, II. Pipin bátyjának fia volt. Pipin első gyermekei születése után el akart válni a feleségétől, de végül I. Pál pápa rábeszélésére 762-ben elállt tervétől. Férje halála után Bertrada komoly szerepet töltött be a Frank Birodalom irányításában és megpróbálta (sikertelenül) kibékíteni két fiát is: 770-ben Seltz városában Karlmannal találkozott, majd Itáliába utazott. Erről az útról visszatértében magával hozta Károly fia feleségét, Desiderátát, a longobárd király lányát.
Házasságukból hat gyermek ismert:
- Károly[18] (742. április 2. – Samoussy, 814. január 28.), később Nagy Károly néven apja örököse.
- Karlmann[18] (751 – 771. december 4.), apja halála után Károly mellett társuralkodó haláláig.
- Gisela[18] (757 – Chelles, 810. július 30.). 788-tól a chelles-i zárda főnökasszonya.[19] 765-ben eljegyezték Leónnal, a későbbi IV. León bizánci császárral, V. Kónsztantinosz bizánci császár fiával, de a szerződést a következő évben felbontották. Az argenteuli apátság feljegyzései szerint férje Wenilo laoni püspök, akivel együtt temették el,[20] ami némileg ellentmond egyházi karrierjének.
- Pipin (759–761/762)[21]
- Chrothais. Fiatalon meghalt és a metzi Szent Arnulf-templomban temették el.[22] Egy helyi pap költeményt írt halálára.[23]
- Adelais. Fiatalon meghalt és a metzi Szent Arnulf-templomban temették el.[22] Egy helyi pap költeményt írt halálára.[24]